# Пішак чорноволий
Пішак чорноволий (Cinclosoma cinnamomeum) — вид горобцеподібних птахів родини Cinclosomatidae.

## Поширення
Ендемік Австралії. Населяє пустелі у центральній частині материка.

## Опис
Птах завдовжки 21–26 см, вагою 73–83 г. Це масивний на вигляд птах, з подовженою головою з конічним і загостреним дзьобом, закругленими тілом і крилами, середньої довжини квадратним хвостом і міцними ногами.

## Спосіб життя
Наземні птахи, які досить погано літають, воліючи в разі небезпеки припадати до землі або тікати. Активний вдень. Трапляється поодинці або парами, рідше невеликими зграйками. Поживу шукає серед каміння або біля основи трав і кущів. Живиться комахами, рідше насінням та ягодами.
Здатні розмножуватися протягом усього року. Моногамні птахи. Чашоподібне гніздо будується на землі в основі куща лише самицею. У кладці 2-3 яйця. Інкубація триває близько двадцяти днів. Піклуються про пташенят обидва батьки. Пташенята можуть літати через три тижні після вилуплення, але залишаються з батьками ще три тижні.